# ابراهیم وطن‌پرست
ابراهیم وطن پرست (زاده ۱۳۳۶ در ارومیه) بازیکن سابق و مربی فعلی والیبال اهل ایران است. حضور وی در ترکیب تیم دانشگاهی سال ۱۳۵۶ موجب شدبه تیم ملی والیبال ایران دعوت شود. وی در سال ۱۳۷۰ مدرک مربیگری درجه یک فدراسیون والیبال را اخذ کرد و یک سال بعد موفق شد از فدراسیون جهانی والیبال کارت مربیگری بین‌المللی خود را اخذ کند. وی از سال ۱۳۷۱ تا ۷۶ نیز در دانشگاه مشغول به تدریس بود. وطن پرست در سال ۱۳۸۳ هدایت تیم پگاه ارومیه را در لیگ برتر والیبال به عهده داشت و در سال ۱۳۹۲ سرمربی تیم شهرداری ارومیه شد.